# ماساتو هيرانو
ماساتو هيرانو (باليابانية: 平野正人) هو ممثل ياباني، ولد في 16 نوفمبر 1955 في اليابان.

## أعمال

### أفلام
- (1988) أكيرا
- (1991)  انتقام كولير
- (1997) بائع الحليب
- (2007) غيغيغي نو كيتارو

### مسلسلات
- غيغيغي نو كيتارو

## وصلات خارجية
- ماساتو هيرانو على موقع IMDb (الإنجليزية)
- ماساتو هيرانو على موقع ميوزك برينز (الإنجليزية)
- ماساتو هيرانو على موقع قاعدة بيانات الفيلم (الإنجليزية)
- ماساتو هيرانو على موقع كينوبويسك (الروسية)
- ماساتو هيرانو على موقع ANN person (الإنجليزية)